# Cerro Yaretani
Cerro Yaretani är ett berg i Bolivia.   Det ligger i departementet Oruro, i den västra delen av landet, 300 km väster om huvudstaden Sucre. Toppen på Cerro Yaretani är 5 013 meter över havet, eller 222 meter över den omgivande terrängen. Bredden vid basen är 5,2 km.
Terrängen runt Cerro Yaretani är huvudsakligen kuperad. Trakten runt Cerro Yaretani är nära nog obefolkad, med mindre än två invånare per kvadratkilometer.. 
Omgivningarna runt Cerro Yaretani är i huvudsak ett öppet busklandskap.